# Vaucheria litorea
Espèce
Vaucheria litorea est une espèce d’algues vert-jaunes filamenteuses des eaux saumâtres, présentes en Europe et en Amérique du Nord.
Cette algue est consommée par la limace de mer Elysia chlorotica qui conserve  les chloroplastes fonctionnels de cette algue pour produire sa propre énergie. 

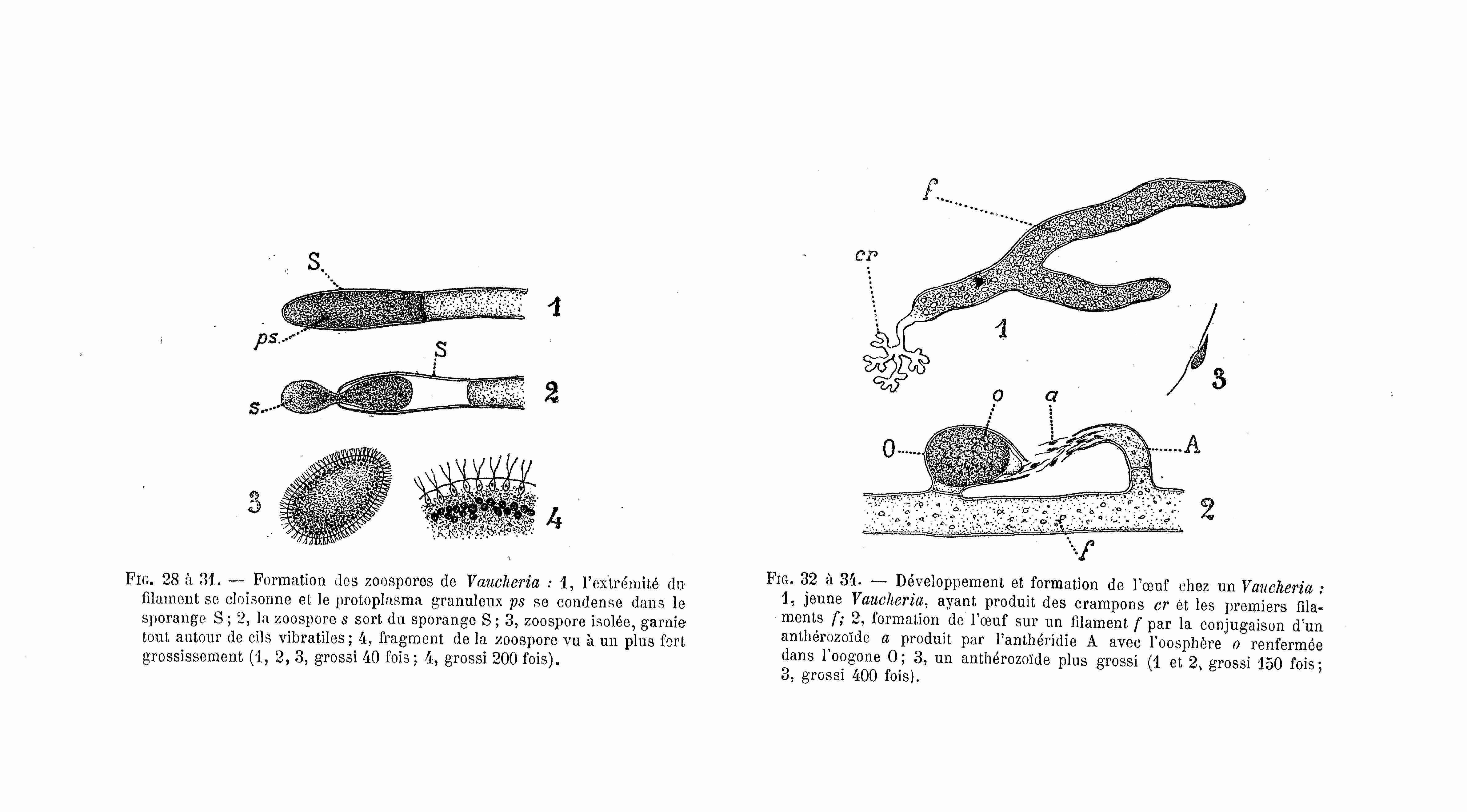
Vaucheria - formation des zoospores & de l’œuf